# Ozero Valujskoje
Ozero Valujskoje (ryska: Озеро Валуйское) är en sjö i Belarus.   Den ligger i voblasten Vitsebsks voblast, i den norra delen av landet, 230 km norr om huvudstaden Minsk. Ozero Valujskoje ligger 146 meter över havet. Arean är 0,41 kvadratkilometer. Den sträcker sig 0,8 kilometer i nord-sydlig riktning, och 1,2 kilometer i öst-västlig riktning.
I omgivningarna runt Ozero Valujskoje växer i huvudsak blandskog. Runt Ozero Valujskoje är det mycket glesbefolkat, med 7 invånare per kvadratkilometer.